# Yvette Cooper
Yvette Cooper (Inverness, 20 marzo 1969) è una politica ed economista inglese, dal 5 luglio 2024 Segretario di Stato per gli Affari Interni sotto Keir Starmer. Membro del Partito Laburista, è deputata al Parlamento (MP) dal 1997. In precedenza è stata nel gabinetto di Gordon Brown come segretario capo al Tesoro dal 2008 al 2009 e Segretario del Lavoro e delle Pensioni dal 2009 al 2010.
Eletta per la prima volta al Parlamento alle elezioni generali del 1997, Cooper è stata sottosegretario di Stato parlamentare in tre dipartimenti sotto il primo ministro Tony Blair dal 1999 al 2005. È stata promossa ministro di Stato per l'edilizia abitativa e la pianificazione nel 2005, ed è stata mantenuta in quel ruolo quando Gordon Brown divenne Primo Ministro nel 2007. Nel 2008, fu nominata nel Gabinetto Brown come Segretario Capo al Tesoro, prima di essere promossa a Segretario di Stato per il Lavoro e le Pensioni nel 2009. Dopo la sconfitta dei laburisti alle elezioni generali del 2010, Cooper è stata nel Gabinetto ombra di Ed Miliband come ministro degli Esteri ombra dal 2010 al 2011. Nel 2011, suo marito Ed Balls è stato promosso a Cancelliere ombra dello Scacchiere; Cooper ha sostituito Balls come ministro degli Interni ombra fino alla sconfitta dei laburisti alle elezioni generali del 2015.
Il 13 maggio 2015, Cooper ha annunciato che si sarebbe candidata a diventare leader del partito laburista nelle elezioni per la leadership in seguito alle dimissioni di Miliband.  Cooper è arrivata terza con il 17,0% dei voti al primo turno, perdendo contro Jeremy Corbyn.  Cooper ha successivamente rassegnato le dimissioni da ministro degli Interni ombra nel settembre 2015.  Cooper è stata presidente del comitato ristretto per gli affari interni dal 2016 al 2021. In qualità di backbencher, Cooper ha ripetutamente cercato di estendere l'articolo 50 per ritardare la Brexit. È diventata nuovamente ministro degli Interni ombra nel rimpasto di Keir Starmer del novembre 2021.

## Biografia
Yvette Cooper è nata il 20 marzo 1969 a Inverness, in Scozia. Suo padre è Tony Cooper, ex segretario generale del sindacato Prospect, ex direttore non esecutivo della Nuclear Decommissioning Authority ed ex presidente del British Nuclear Industry Forum. È stato anche consigliere del governo nel comitato consultivo per l'energia. Sua madre, June, era un'insegnante di matematica.
Ha studiato alla Eggar's School, una scuola comprensiva a Holybourne, e all'Alton College, entrambi ad Alton, Hampshire. Ha letto filosofia, politica ed economia al Balliol College di Oxford e si è laureata con lode. Ha vinto una borsa di studio Kennedy nel 1991 per studiare all'Università di Harvard e ha completato i suoi studi post-laurea con un Master in Economia presso la London School of Economics.
Cooper ha iniziato la sua carriera come ricercatrice di politica economica per il Cancelliere ombra John Smith nel 1990 prima di lavorare in Arkansas per Bill Clinton, candidato presidente del Partito Democratico degli Stati Uniti, nel 1992. Più tardi quell'anno, divenne consigliere politico dell'allora segretario capo ombra del Tesoro, Harriet Harman.
All'età di 24 anni, Cooper sviluppò la sindrome da stanchezza cronica: le ci volle un anno per riprendersi.  Nel 1994 si trasferì per diventare ricercatrice associata presso il Center for Economic Performance. Nel 1995 divenne capo corrispondente economico del The Independent, rimanendo con il giornale fino alla sua elezione alla Camera dei Comuni nel 1997.

## Carriera parlamentare
Cooper è stata selezionata come candidata laburista per rappresentare Pontefract e Castleford alle elezioni generali del 1997. È stata eletta deputata con il 75,7% dei voti. Cooper ha tenuto il suo primo discorso alla Camera dei Comuni il 2 luglio 1997, parlando della lotta del suo collegio elettorale contro la disoccupazione. Per due anni è stata nel comitato ristretto per l'istruzione e l'occupazione.

### Governo Blair e Brown: 1999–2010
Nel 1999 è stata promossa Sottosegretario di Stato parlamentare presso il Dipartimento della Salute. In qualità di ministro della sanità, Cooper ha contribuito a implementare il programma Sure Start. In questo incarico, è stata anche il primo ministro del governo britannico nella storia a prendere un congedo di maternità.
Alle elezioni generali del 2001, Cooper è stata rieletta deputato per Pontefract e Castleford con una quota di voti ridotta del 69,7%. [13]
Nel 2003 è diventata sottosegretario parlamentare per la rigenerazione presso l ufficio del vice primo ministro con la responsabilità della rigenerazione dei bacini carboniferi. Dopo le elezioni generali del 2005 è stata promossa ministro, dal 2006 ministro di Stato per l'edilizia abitativa e la pianificazione con sede presso il Dipartimento per le comunità e gli enti locali.

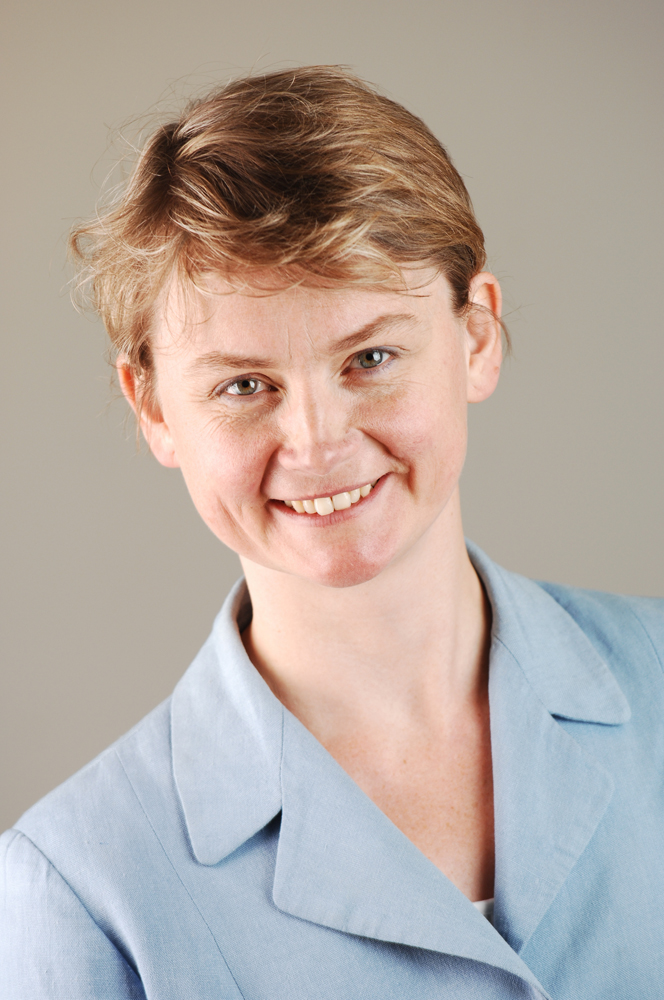
Cooper ministro dell'edilizia nel 2007

Dopo che Gordon Brown divenne Primo Ministro, Cooper partecipò alle riunioni di gabinetto come ministro dell'edilizia abitativa. In seguito le è stato chiesto di introdurre lo schema Home Information Pack (HIP). Secondo l'editorialista conservatore Matthew Parris, Cooper ha concepito l'HIP, ma ha evitato critiche dirette per i suoi problemi a causa del legame con Brown. Nel luglio 2007, Cooper annunciò alla Camera dei Comuni che "a meno che non agiamo ora, entro il 2026 gli acquirenti per la prima volta scopriranno che i prezzi medi delle case sono dieci volte superiori al loro stipendio. Ciò potrebbe portare a una reale disuguaglianza e ingiustizia sociale. Ogni parte del Paese ha bisogno di case più accessibili – al Nord e al Sud, nelle comunità urbane e rurali".
Nel 2008, Cooper è stata la prima donna a ricoprire l'incarico di segretario capo del Tesoro, dove è stata coinvolta nel rendere pubblica Northern Rock. Poiché suo marito, Ed Balls, era già ministro del gabinetto, la sua promozione fece sì che i due diventassero la prima coppia sposata a lavorare insieme nel gabinetto.
Nel 2009, Cooper è stata nominata Segretario di Stato per il lavoro e le pensioni e ha assunto la guida del Welfare Reform Act 2009 che comprendeva misure per estendere l'uso delle sanzioni previdenziali per costringere i disoccupati a cercare lavoro.  Molti attivisti – incluso il Child Poverty Action Group (CPAG) – hanno poi esortato Cooper a ripensare l'approccio del Labour, sostenendo invece che aumentare il sostegno alle persone in cerca di lavoro è vitale per sradicare la povertà infantile.

### Elezioni della leadership laburista del 2015

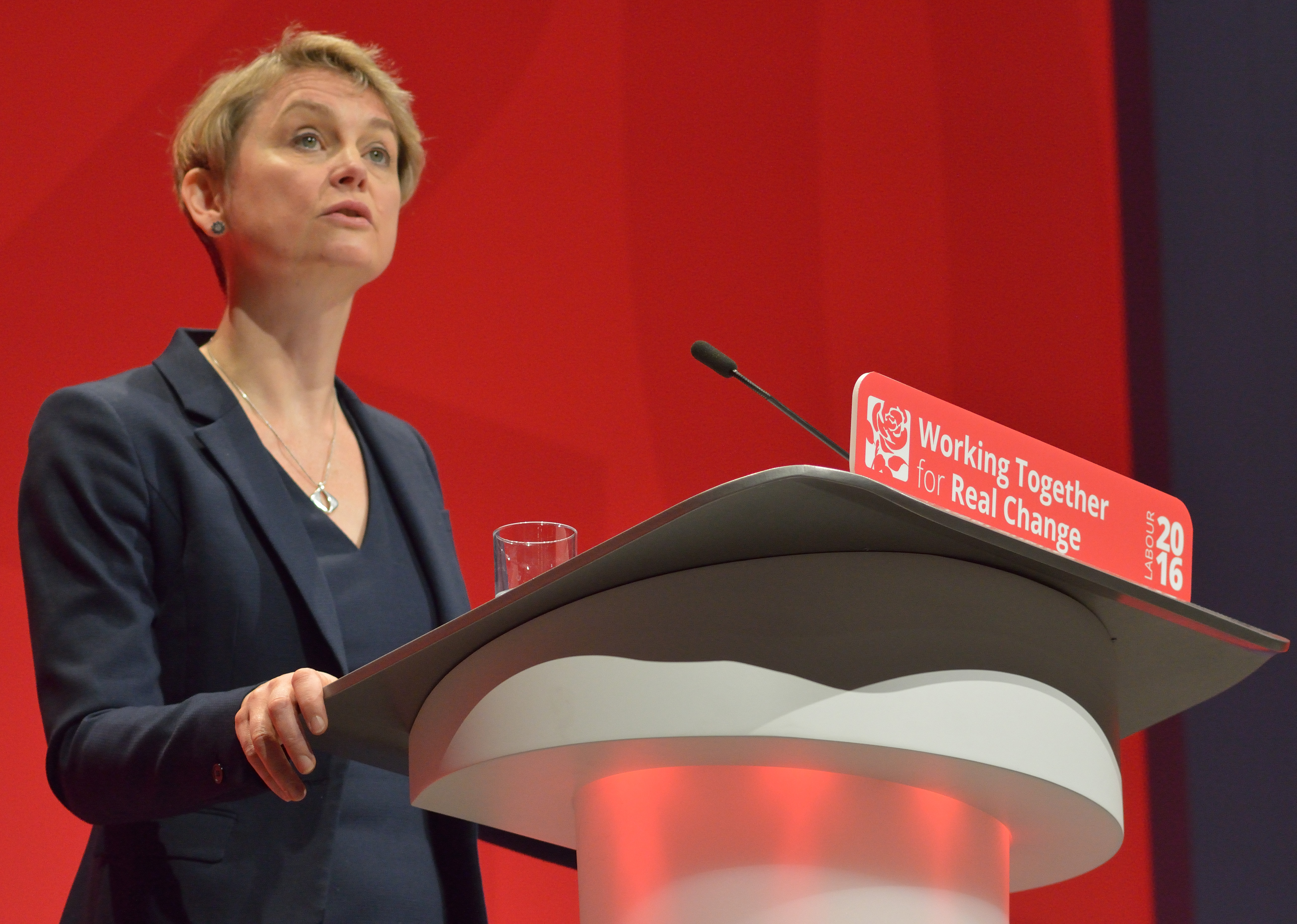
Cooper parla alla Conferenza del Partito Laburista nel 2016

Cooper è stata nuovamente rieletta deputato per Normanton, Pontefract e Castleford alle elezioni generali del 2005 con una quota di voti del 63,7%.
Dopo l'elezione e le dimissioni di Ed Miliband, è stata inclusa tra i quattro candidati alla leadership laburista. Cooper è stata nominata da 59 parlamentari, 12 deputati europei, 109 CLP, due sindacati affiliati e una società socialista. Il quotidiano The Guardian ha approvato la Cooper dichiarandola "nella posizione migliore" per offrire una visione forte e unire il partito, mentre il New Statesman ha elogiato la sua esperienza. L'ex primo ministro Gordon Brown appoggiò pubblicamente Cooper come sua prima scelta per il ruolo di leader, così come l'ex ministro degli Interni Alan Johnson.
Durante la campagna, Cooper ha sostenuto la reintroduzione dell’aliquota fiscale sul reddito di 50p e la creazione di posti di lavoro nel settore manifatturiero più altamente qualificati. Ha proposto l'introduzione di un salario minimo per gli assistenti sociali e la costruzione di 300.000 case ogni anno. Cooper non era d'accordo sul fatto che il Labour spendesse troppo mentre era al governo.

#### Brexit
Durante il processo Brexit, Cooper si è costantemente battuta contro una Brexit senza accordo, presentando uno dei principali emendamenti nel gennaio 2019; altri che hanno presentati emendamenti sono stati Caroline Spelman, Graham Brady, Rachel Reeves, Dominic Grieve e Ian Blackford.
Ad aprile, Cooper ha presentato un disegno di legge per i membri privati, sempre con l’obiettivo di prevenire una Brexit “senza accordo”. Il disegno di legge è stato votato per essere discusso come un disegno di legge importante utilizzando processi spesso utilizzati per questioni di sicurezza nazionale. I parlamentari hanno votato 312 contro 311 a favore dell'approvazione accelerata del suo disegno di legge, che è stato convertito in legge l'8 aprile 2019.

### Gabinetto Ombra di Starmer: 2021-presente
Cooper è stata riconfermata ministro dell'Interno ombra il 29 novembre 2021 da Keir Starmer, in sostituzione di Nick Thomas-Symonds in un rimpasto del governo ombra.
In seguito alle accuse secondo cui il ministro dell'Interno Suella Braverman aveva violato il codice ministeriale inviando informazioni protette con la sua e-mail privata, Cooper ha chiesto che fossero indagate possibili implicazioni sulla sicurezza. Scrisse al segretario di gabinetto, Simon Case: "Sto esortando te e il Ministero degli Interni a intraprendere ora urgentemente un'indagine di questo tipo [sulle possibili violazioni della sicurezza] poiché il pubblico ha il diritto di sapere che esistono adeguate procedure di sicurezza per le informazioni in atto per coprire la persona a cui è stata affidata la responsabilità della nostra sicurezza nazionale". Cooper ha anche affermato di sollevare dubbi sul giudizio del Primo Ministro. Ha anche aggiunto che le persone devono potersi fidare del ministro dell’Interno per informazioni altamente sensibili e per la sicurezza nazionale. Cooper sostiene che il Partito conservatore in carica manchi di etica e di standard adeguati.

## Vita privata
Cooper ha sposato Ed Balls il 10 gennaio 1998 a Eastbourne. Suo marito è stato segretario economico al Tesoro nel governo di Tony Blair e segretario di Stato per l'infanzia, la scuola e la famiglia sotto Gordon Brown, quindi all'opposizione era cancelliere ombra dello Scacchiere e candidato alle elezioni per la leadership del partito laburista del 2010. La coppia ha due figlie e un figlio.
Cooper ha pubblicato due libri, intitolati She Speaks: The Power of Women's Voices e She Speaks: Women's Speeches That Changed the World, from Pankhurst to Greta, pubblicati rispettivamente nel novembre 2019 e ottobre 2020.